# ۱۰۵۰ (میلادی)
۱۰۵۰ (میلادی) هزارو پنجاهمین سال تقویم میلادی است.

## زادگان
- میخائیل هفتم، امپراتور بیزانس (تاریخ احتمالی)

## درگذشتگان
- زوئه مقدونی، امپراتریس بیزانس

‎